# Саване
Саване (груз. სავანე) — село в Грузії.
За даними перепису населення 2014 року в селі проживає 1908 осіб.